# Naoto Satō
Pour les articles homonymes, voir Sato.
Naoto Satō (佐藤直人, Satō Naoto) est un astronome amateur japonais né en 1953.
D'après le Centre des planètes mineures, il a découvert 142 astéroïdes entre 1995 et 1998, dont dix-huit avec Takeshi Urata.
L'astéroïde (6025) Naotosato porte son nom.

## Liste des astéroïdes découverts
| (7038) Tokorozawa[1]     | 22 février 1995   |
| (7851) Azumino           | 29 décembre 1996  |
| (8581) Johnen            | 28 décembre 1996  |
| (8924) Iruma             | 14 décembre 1996  |
| (8933) Kurobe            | 6 janvier 1997    |
| (9230) Yasuda            | 29 décembre 1996  |
| (9418) Mayumi[1]         | 18 novembre 1995  |
| (10224) Hisashi          | 26 octobre 1997   |
| (10880) Kaguya           | 6 novembre 1996   |
| (10916) Okina-Ouna       | 31 décembre 1997  |
| (11114) 1995 WV5[1]      | 16 novembre 1995  |
| (11607) 1995 WX1[1]      | 16 novembre 1995  |
| (12027) Masaakitanaka[1] | 3 janvier 1997    |
| (12031) Kobaton          | 30 janvier 1997   |
| (12432) Usuda[1]         | 12 janvier 1996   |
| (12456) Genichiaraki     | 2 janvier 1997    |
| (12460) Mando            | 3 janvier 1997    |
| (12469) Katsuura         | 9 janvier 1997    |
| (13188) Okinawa          | 3 janvier 1997    |
| (13654) Masuda           | 9 février 1997    |
| (13694) 1997 WW7         | 23 novembre 1997  |
| (15884) Maspalomas       | 27 février 1997   |
| (15916) Shigeoyamada     | 25 octobre 1997   |
| (16716) 1995 UX6[1]      | 21 octobre 1995   |
| (16723) Fumiofuke[1]     | 27 novembre 1995  |
| (16790) Yuuzou           | 2 janvier 1997    |
| (16796) Shinji           | 6 février 1997    |
| (16826) Daisuke          | 19 novembre 1997  |
| (16853) Masafumi         | 21 décembre 1997  |
| (17612) Cavalierblanc[1] | 20 octobre 1995   |
| (17656) Hayabusa         | 6 novembre 1996   |
| (17657) Himawari         | 6 novembre 1996   |
| (17666) 1996 XR          | 1er décembre 1996 |
| (18469) Hakodate[1]      | 20 octobre 1995   |
| (18488) 1996 AY3[1]      | 13 janvier 1996   |
| (18520) Wolfratshausen   | 6 novembre 1996   |
| (18553) Kinkakuji        | 6 janvier 1997    |
| (20193) Yakushima        | 18 janvier 1997   |
| (21250) Kamikouchi       | 17 décembre 1995  |
| (21302) Shirakamisanchi  | 1er décembre 1996 |
| (21348) Toyoteru         | 1er mars 1997     |
| (22470) Shirakawa-go     | 9 février 1997    |
| (23586) 1995 TA1[1]      | 13 octobre 1995   |
| (23628) Ichimura         | 8 décembre 1996   |
| (23630) 1996 YA3         | 30 décembre 1996  |
| (23638) Nagano           | 6 janvier 1997    |
| (23649) Tohoku           | 1er février 1997  |
| (23963) 1998 WY8         | 18 novembre 1998  |
| (25302) Niim             | 9 décembre 1998   |
| (26223) Enari            | 3 décembre 1997   |
| (26224) 1997 XF2         | 3 décembre 1997   |
| (26902) 1995 YR[1]       | 17 décembre 1995  |
| (26990) Culbertson       | 23 novembre 1997  |
| (26998) Iriso            | 25 décembre 1997  |
| (27918) Azusagawa        | 6 novembre 1996   |
| (27982) Atsushimiyazaki  | 26 octobre 1997   |
| (27991) Koheijimiura     | 6 novembre 1996   |
| (27997) Bandos           | 23 novembre 1997  |
| (28173) Hisakichi        | 11 novembre 1998  |
| (28174) Harue            | 12 novembre 1998  |
| (29420) Ikuo             | 9 janvier 1997    |
| (29421) 1997 AV18        | 9 janvier 1997    |
| (29514) Karatsu          | 25 décembre 1997  |
| (29644) 1998 VA33        | 11 novembre 1998  |
| (31075) 1996 XV          | 1er décembre 1996 |
| (31083) 1996 XE32        | 14 décembre 1996  |
| (31084) 1996 YX2         | 29 décembre 1996  |
| (31087) Oirase           | 9 janvier 1997    |
| (31095) Buneiou          | 27 février 1997   |
| (31179) Gongju           | 21 décembre 1997  |
| (31199) 1998 AK3         | 5 janvier 1998    |

| (32984) 1996 XX       | 1er décembre 1996 |
| (32990) Sayo-hime     | 30 décembre 1996  |
| (32998) 1997 CK5      | 1er février 1997  |
| (33070) 1997 WY7      | 23 novembre 1997  |
| (33088) 1997 XX9      | 3 décembre 1997   |
| (33096) 1997 YS6      | 25 décembre 1997  |
| (35322) 1997 CX16     | 6 février 1997    |
| (35400) 1997 YU2      | 21 décembre 1997  |
| (35401) 1997 YW2      | 21 décembre 1997  |
| (37743) 1996 XQ       | 1er décembre 1996 |
| (37746) 1996 XD32     | 14 décembre 1996  |
| (39818) 1997 YR4      | 24 décembre 1997  |
| (43919) 1996 BG3[1]   | 18 janvier 1996   |
| (43949) 1997 AU18     | 9 janvier 1997    |
| (44012) 1997 UL22     | 26 octobre 1997   |
| (48734) 1997 CZ16     | 6 février 1997    |
| (52479) 1995 TZ[1]    | 13 octobre 1995   |
| (52546) 1996 XW       | 1er décembre 1996 |
| (52550) 1996 YB3      | 30 décembre 1996  |
| (52623) 1997 VY6      | 6 novembre 1997   |
| (52629) 1997 WA8      | 23 novembre 1997  |
| (53019) 1998 VW32     | 11 novembre 1998  |
| (55883) 1997 WF8      | 23 novembre 1997  |
| (58410) 1995 YS[1]    | 17 décembre 1995  |
| (58613) 1997 UN7      | 25 octobre 1997   |
| (58614) 1997 UO7      | 25 octobre 1997   |
| (58619) 1997 UF22     | 26 octobre 1997   |
| (58620) 1997 UG22     | 26 octobre 1997   |
| (58662) 1997 XJ2      | 3 décembre 1997   |
| (58667) 1997 YS2      | 21 décembre 1997  |
| (65838) 1996 XD26     | 8 décembre 1996   |
| (69411) 1995 UR8[1]   | 21 octobre 1995   |
| (69482) 1996 XC26     | 8 décembre 1996   |
| (69486) 1997 AM1      | 2 janvier 1997    |
| (69490) 1997 AE5      | 3 janvier 1997    |
| (69562) 1997 YU6      | 25 décembre 1997  |
| (73867) 1997 AH1      | 2 janvier 1997    |
| (73968) 1997 YQ4      | 24 décembre 1997  |
| (90880) 1996 WZ2      | 30 novembre 1996  |
| (90883) 1996 XB26     | 8 décembre 1996   |
| (90951) 1997 VX6      | 6 novembre 1997   |
| (90955) 1997 WB2      | 19 novembre 1997  |
| (90982) 1997 XE2      | 3 décembre 1997   |
| (96319) 1997 CL5      | 1er février 1997  |
| (96321) 1997 CW16     | 6 février 1997    |
| (96368) 1997 XH2      | 3 décembre 1997   |
| (96369) 1997 XM2      | 3 décembre 1997   |
| (96372) 1997 YP4      | 24 décembre 1997  |
| (100389) 1995 WU8[1]  | 24 novembre 1995  |
| (100499) 1996 XP      | 1er décembre 1996 |
| (100689) 1997 YW6     | 25 décembre 1997  |
| (100703) 1998 AL3     | 5 janvier 1998    |
| (101431) 1998 VX32    | 11 novembre 1998  |
| (118230) Sado         | 30 novembre 1996  |
| (120665) 1996 XT      | 1er décembre 1996 |
| (120741) Iijimayuichi | 26 octobre 1997   |
| (120974) 1998 WW8     | 18 novembre 1998  |
| (129600) 1997 WZ1     | 19 novembre 1997  |
| (136743) Echigo[1]    | 16 novembre 1995  |
| (136790) 1996 YV2     | 29 décembre 1996  |
| (160025) 1996 XS      | 1er décembre 1996 |
| (162144) 1998 VZ32    | 11 novembre 1998  |
| (164696) 1997 WB8     | 23 novembre 1997  |
| (175768) 1998 VB33    | 11 novembre 1998  |
| (192452) 1997 YQ2     | 21 décembre 1997  |
| (200141) 1997 XZ1     | 3 décembre 1997   |
| (210489) 1997 AB22    | 15 janvier 1997   |
| (251709) 1997 AA5     | 2 janvier 1997    |
| (269706) 1997 WX7     | 23 novembre 1997  |
| (297291) 1997 XG2     | 3 décembre 1997   |
| (336762) 2011 AG27    | 31 décembre 1997  |
| 1. avec Takeshi Urata |                   |